# POLD4
A DNS-polimeráz δ 4. alegysége, más néven p12 a POLD4 gén által kódolt fehérje. A DNS-polimeráz δ része, de róla UV-fény hatására vagy az S-fázisba lépéskor leválhat anélkül, hogy az így létrejövő heterotrimer (Pol δ3) működőképességét elvesztené, azonban a trimer működése kissé eltér a tetramerétől.

## Történet
A POLD4-et 2000-ben fedezték fel Liu et al.
2010-ben Huang et al. kimutatták, hogy a POLD4 a humán sejtek genomstabilitása mellett magi szerkezetekben is fontos. Ők nevezték el a fehérjét POLD4-nek.
2019-ben Khandagale et al. felfedezték, hogy a POLD4 dimerizálódhat a humán DNS-polimeráz δ-ban, könnyítve a PCNA-val való kölcsönhatást.

## Ortológok
Schizosaccharomyces pombében a POLD3 és a POLD4 ortológja az emberéihez hasonlóan szükséges, illetve nem szükséges a DNS-polimeráz δ működéséhez, míg a Saccharomyces cerevisiae nem rendelkezik POLD4-ortológgal. Az állatokban és a növényekben is találhatók POLD4-ortológok.
A Chaetomium thermophilum POLD4-ortológja Q-zseb- és 2 villás kölcsönhatásokkal rendelkezik, de 310-hélixszel nem.

## Funkció
A POLD4 a POLD1–POLD2 közötti hídként működhet, és a Pol δ4-ben lehetővé teszi a D-körök bővítését a homológ javítás során. Ezért hiánya csökkenti a homológ javítást, növelve az érzékenységet a genotoxikus anyagokra.
A POLD3 és a POLD4 megkönnyítheti a DNS-replikációt a ciklin E-t túlexpresszáló sejtekben.

## Klinikai jelentőség

### Rák

#### Gyomorrák
A circ_0026359 circRNS növeli a gyomorrák ciszplatinrezisztenciáját a miR1200/POLD4-út révén.

#### Tüdőrák
A POLD4 a törésindukált replikációban (BIR) fontos. A POLD3 vagy a POLD4 elvesztése csökkenti a konzervatívan replikált telomer hosszát, rövidebb telomereket és kromoszómafúziókat okozva. A törésindukált replikáció alapvető a humán sejtek konzervatív DNS-replikációjában és az alternatív telomerhosszabbítást mediálja a tumorokban. A BIR-ben résztvevő gének, például a POLD3, a POLD4, a RAD51, a RAD52 és az SMARCAL1 inaktivációja csökkenti a ganciklovirrezisztenciát.
A POLD4-hiány csökkenti a Pol δ általi DNS-szintézist és növeli a genominstabilitást a tüdőrákban. E tendencia ellentétes a többi Pol δ-alegység expressziójával, melyeket a kissejtes tüdőrák expresszál leginkább, a nem kissejtes tüdőrák kevésbé expresszálja, a normál szövet még kevésbé.
A POLD4-hiányos Pol δ gátolja a polimerázaktivitást és a nukleotideltávolításos javítást.

#### Májrák
A POLD4-et a májtumorok sejtjei nagyobb mértékben expresszálják, mint az egészséges szövetekéi. A promoterben történő metiláció jelentősen csökkenti expresszióját. Akadályozása blokkolja a G1–S átmenetnél a sejtciklust a AKT–SKP2–KIP1-út akadályozásával.

### Mutációk
A POLD4 elvesztése csökkenti a homológ javítást és növeli az érzékenységet a genotoxikus anyagokra, például a ciszplatinra, a 4-nitrokinolin-1-oxidra, a mitomicin C-re és a PARP-gátlókra, például az olaparibra, a talazoparibra, a rukaparibra és a niraparibra. A kissejtes tüdőrák egyes esetei hibás POLD4-expressziót mutatnak.

## Bomlás
A POLD4-et részben lebontják a CRL4Cdt2 és RNF8 ubikvitinligázok DNS-károsodás hatására. A POLD4-et először ubikvitinnel megjelöli az RNF8 a DNS-károsodás után, majd e fehérje kiválik a DNS-polimeráz δ-ról, létrehozva a Pol δ3-at.

## Kölcsönhatások
A POLD4 30–60. aminosav közti doménje fizikailag és funkcionálisan is kölcsönhat a Bloom-szindróma-helikázzal (BLM), továbbá a POLD4 közvetlenül kölcsönhat a proliferálósejt-magantigénnel. A BLM-hiányos sejtekben a POLD3 és a POLD4 segítik a törékenytelomer-képződést. A BLM–POLD4 kötés feltehetően megakadályozza a POLD4-ubikvitinációt és -bontást.
A BLM és a Pol δ részben kolokalizálnak in vivo a DNS-replikáció zavarására válaszolva.
A POLD4-et az ubikvitin és ubikvitinszerű fehérjék módosítják.
A POLD4 a POLD1-et és a POLD2-t összekapcsolva kölcsönhat velük.

## Fordítás
Ez a szócikk részben vagy egészben  a   POLD4 című angol Wikipédia-szócikk ezen változatának fordításán alapul.  Az eredeti cikk szerkesztőit annak laptörténete sorolja fel. Ez a jelzés csupán a megfogalmazás eredetét és a szerzői jogokat jelzi, nem szolgál a cikkben szereplő információk forrásmegjelöléseként.